# ウォルター・ケネディ

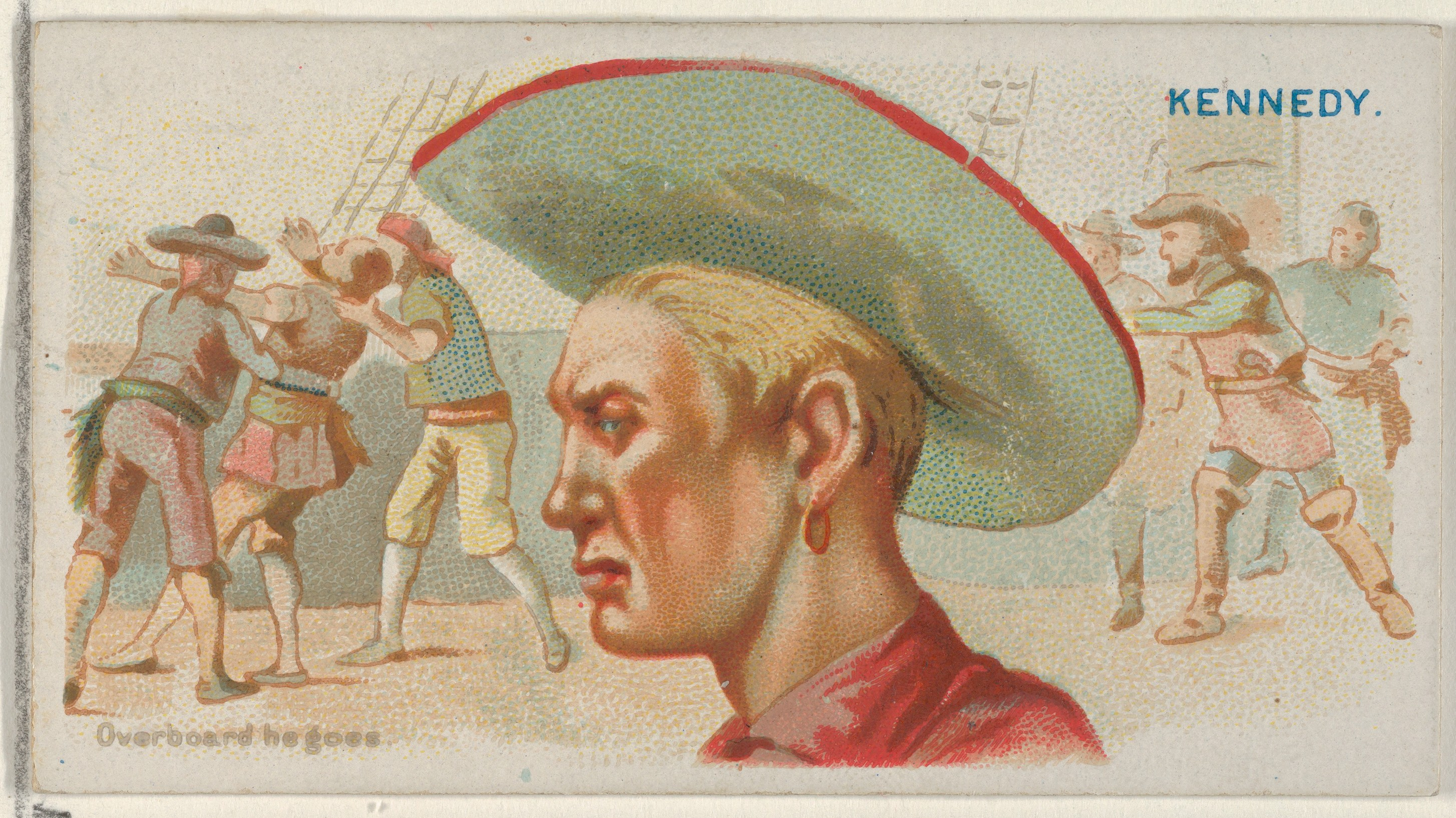
海賊ケネディ Allen & Ginterのシガレットカード「Pirates of the Spanish」(N19)シリーズ

ウォルター・ケネディ（英語: Walter Kennedy、1695年頃 - 1721年7月21日）は、イギリスの海賊。ハウエル・デイヴィスやバーソロミュー・ロバーツのもとで活動した。

## 略歴

### 海賊となるまで
ケネディは1695年ごろにロンドンのワッピング地区、ペリカン・ステアーズにて錨職人の父親のもとに生まれた。後にバーソロミュー・ロバーツが彼をアイルランド人と見なしていたため、アイルランド系であると思われる。ケネディの家は貧しく、教育を受けていないために読み書きが出来なかった。また手癖の悪さゆえに押し込み強盗などに手を染めていたという。しばらくは父親のもとで見習いとして働いていたが、老いた父の死を切っ掛けに海に出たとされる。その後、スペイン継承戦争で軍艦に乗り込んだ。そこで彼は海賊「ヘンリー・エイヴリー」やその他の海賊たちの話しに影響を受けて海賊になることを決心する（ちなみに、彼の誕生年とされる1695年はエイヴリーが財宝船を拿捕した年でもあった）。
ケネディはニュープロビデンス島に派遣されたウッズ・ロジャーズ総督が指揮する遠征部隊に参加し、海賊鎮圧の仕事を得るが、彼の実際の目的は海賊の仲間になることであった。ケネディと目的を同じくする5人の仲間たちはスループ船バック号に乗り組み、海賊稼業に乗り出した。これらの仲間の中にはハウエル・デイヴィス、トマス・アンスティス、デニス・トッピングらが含まれていた。

### 海賊行為
投票によって一味から船長に選ばれたのはデイヴィスであった。デイヴィスは西アフリカの沿岸を荒らしまわり、最終的にプリンシペにて敵の罠に嵌り殺害された。デイヴィスが死んだことにより新たな船長としてバーソロミュー・ロバーツが選ばれ、一味はデイヴィスの復讐としてプリンシペ島のポルトガル人要塞を破壊した。この破壊活動の指揮を執ったのがケネディであり、彼らは要塞に火を放って大砲を海に打ち捨ててしまった。
ケネディはその後しばらくロバーツの部下として働いていたが、ロバーツが食糧を積んだブリガンティン船を追跡している間に、留守を任されていたロイヤル・ローバー号を奪ってロバーツのもとから離反してしまった。この裏切りを切っ掛けとしてロバーツはアイルランド人を決して信用せず、アイルランド系の者は仲間に加えなかったという。
ケネディは離反した者たちの中から船長に選ばれたが、一味の中には足を洗いたがっている者も多く、うち8人は拿捕したバージニア籍の船に乗って別れることとなった(その後、彼らはバージニアのスポッツウッド植民地総督に通報され絞首刑になった)。一方のケネディはボストンからジャマイカに向かう途中のスループ船を拿捕し、足を洗う者たちをこの船に乗り組ませて別れた。しかしなんとケネディ本人もローバー号を見捨て、密かにスループ船に乗り組んでいたことが発覚してしまう。スループ船の連中はケネディのこの船長にあるまじき行為を強く非難し、彼が海賊になる以前にも強盗などの卑しい犯罪を働いていたことから、イギリスに帰国した途端に皆を裏切るのではないかと疑惑の目を向けた。彼らはケネディを海に投げ込んでしまおうとしたが、ケネディが決して仲間を裏切ったりしないと厳粛に誓ったためにこれは免れた。
一行はアイルランドに進路を取ったが、まともな航海術の知識のある者がいなかったために航路が外れ、散々嵐に翻弄された挙句スコットランド北西の小さな入り江に上陸した。その後、一行は近くの小さな村で解散し、ケネディはアイルランドに向かった。残りの連中は行く先々で飲んだくれては問題を起こし、2人が何者かに頭を割られて死んだ。17人がエジンバラの近くで逮捕され、そのうちの2人が海賊行為の自供をしたために9人が処刑された。

### 最期
アイルランドに到着したケネディだったがやがて金を使い果たし、ロンドンの売春宿で仕事をしながら片手間で盗みを働いた。やがてこの行為が商売女に通報され、ブライドウェル収容所に収監されてしまう。迂闊にも自分がかつて海賊であったことを口にしていたケネディは、以前掠奪した船の船員に張本人であることを確認され、マーシャルシー監獄へと移送された。ケネディは減刑のために10人の仲間の名前を密告したが、そのほとんどは所在が分からず、捕まったのはたったの1人であった。結局この人物も強要されて海賊になったことが判明し赦免され、ケネディ1人だけが有罪となった。1721年7月21日、ケネディは自らが生まれ育ったワッピングにて海賊処刑場の露と消えた。